# شهرستان لیولین
شهرستان لیولین (به لاتین: Liulin County) یک منطقهٔ مسکونی در چین است که در لولیانگ واقع شده‌است. شهرستان لیولین ۳۲۰٬۶۸۰ نفر جمعیت دارد.